# Кубок Швейцарії з футболу 1932—1933
Восьмий розіграш Кубка Швейцарії з футболу, що проводився з 30 серпня 1932 по 9 квітня 1933 року.

## 1/32 фіналу
| Команда 1           | Рахунок     | Команда 2            |
| ------------------- | ----------- | -------------------- |
| 02.10.1932, 14:30   |             |                      |
| Аарау               | 4:1         | Ольтен               |
| Балерна             | 3:0 (техн.) | Горґен               |
| Берн                | 10:3        | Ленгнау              |
| Бецінген            | 0:1         | Расінг Лозанна       |
| Брюль Санкт-Галлен  | 3:1         | Ерлікон Цюрих        |
| Кантональ Невшатель | 3:0         | Стад Лозанна         |
| Конкордія Базель    | 2:4         | Базель               |
| Делемон             | 5:2         | Будрі                |
| Діана Цюрих         | 2:10        | Локарно              |
| Етуаль Каруж        | 9:1         | Глорія Ле-Локль      |
| Фройнфельд          | 20:7        | Грассгоппер          |
| Гренхен             | 8:1         | Івердон Спорт        |
| Ювентус Цюрих       | 1:0         | Біршвельден          |
| Ла Шо-де-Фон        | 5:0         | Золотурн             |
| Лозанна             | 4:0         | Етуаль Ла Шо-де-Фон  |
| Лугано              | 6:0         | Фортуна Санкт-Галлен |
| Люцерн              | 4:0         | Алльшвіль            |
| Мадреш              | 7:5         | Централ Фрібур       |
| Монте               | 2:1         | Серкль Б'єнн         |
| Мутьє               | 4:3         | Сьйон                |
| Нордштерн Базель    | 0:3         | Кройцлінген          |
| Олд Бойз            | 0:8         | Беллінцона           |
| Санкт-Галлен        | 3:1         | Веденшвіль           |
| Зеєбах              | 1:5 (д.ч)   | Цюрих                |
| Серветт Женева      | 16:0        | Бурґдорф             |
| Спарта Шафгаузен    | 0:1         | Блю Старз Цюрих      |
| ФК Устер            | 5:2         | Цуг                  |
| Веве                | 1:3         | Монтро-Спортс        |
| Вінтертур           | 2:0         | Бухс                 |
| Янг Бойз            | 2:0         | Біль-Б'єнн           |
| Янг Фелловз Цюрих   | 3:1         | К'яссо               |

## 1/16 фіналу
| Команда 1          | Рахунок   | Команда 2           |
| ------------------ | --------- | ------------------- |
| 13.11.1932, 14:30  |           |                     |
| Аарау              | 2:5       | Уранія Женева Спорт |
| Балерна            | 0:5       | Вінтертур           |
| Базель             | 3:0       | Блю Старз Цюрих     |
| Берн               | 5:0       | Мадреш              |
| Брюль Санкт-Галлен | 2:5       | Ювентус Цюрих       |
| Гренхен            | 1:2       | Янг Бойз            |
| Делемон            | 1:8       | Кантональ Невшатель |
| Лозанна            | 1:0       | Ла Шо-де-Фон        |
| Локарно            | 1:3       | Лугано              |
| Люцерн             | 0:6       | Грассгоппер         |
| Монте              | 1:2       | Расінг Лозанна      |
| Серветт Женева     | 0:1       | Етуаль Каруж        |
| ФК Устер           | 1:6       | Беллінцона          |
| Янг Фелловз Цюрих  | 1:3       | Санкт-Галлен        |
| Цюрих              | 3:0       | Кройцлінген         |
| Мутьє              | 5:5 (д.ч) | Монтро-Спортс       |

### Перегравання
| Команда 1         | Рахунок | Команда 2 |
| ----------------- | ------- | --------- |
| 27.11.1932, 14:30 |         |           |
| Монтро-Спортс     | 6:4     | Мутьє     |

## 1/8 фіналу
| Команда 1         | Рахунок   | Команда 2           |
| ----------------- | --------- | ------------------- |
| 04.12.1932, 14:30 |           |                     |
| Берн              | 0:4       | Лозанна             |
| Етуаль Каруж      | 3:0       | Расінг Лозанна      |
| Грассгоппер Цюрих | 11:1      | Ювентус Цюрих       |
| Лугано            | 7:0       | Санкт-Галлен        |
| Монтро-Спортс     | 1:12      | Уранія Женева Спорт |
| Янг Бойз          | 7:0       | Кантональ Невшатель |
| Цюрих             | 5:1       | Вінтертур           |
| 08.12.1932, 14:30 |           |                     |
| Беллінцона        | 2:3 (д.ч) | Базель              |

## Чвертьфінали
| Команда 1         | Рахунок | Команда 2           |
| ----------------- | ------- | ------------------- |
| 05.02.1933, 14:30 |         |                     |
| Базель            | 4:2     | Лугано              |
| Грассгоппер       | 5:0     | Цюрих               |
| Лозанна           | 6:1     | Уранія Женева Спорт |
| Янг Бойз          | 4:2     | Етуаль Каруж        |

## Півфінали
| Команда 1         | Рахунок | Команда 2 |
| ----------------- | ------- | --------- |
| 05.03.1933, 15:00 |         |           |
| Базель            | 5:3     | Лозанна   |
| Грассгоппер       | 3:1     | Янг Бойз  |

| 5 березня |

| «Базель»                                    | 5-3        | «Лозанна»                       |
| ------------------------------------------- | ---------- | ------------------------------- |
| 1' 87' Гуфшмід 18' Гафтль 44' 70' (пен.) Єк | (протокол) | 5' Ш.Леманн 45' Роша 63' Весели |

| «Ранкгоф», Базель Глядачів: 5000 Арбітр: Ганс Ендерлі (Вінтертур) |

- «Базель»: Імгоф, Ендерлі, Більзер, Гуммель, Борецький, Шауб, Мюллер, Гуфшмід, Гафтль, Весели, Єк.
- «Лозанна»: Фойц, Крамер, Ленер, Спіллер, Вайллер, Гарт, Чиррен, А.Леманн I, Ш.Леманн II, Спаньйолі, Роша.

| 5 березня |

| Грассгоппер                              | 3:1        | Янг Бойз   |
| ---------------------------------------- | ---------- | ---------- |
| 5' Макс Абегглен 17' Хитрець 21' Секулич | (протокол) | 30' Гандлі |

| «Гардтурм», Цюрих Глядачів: 16000 Арбітр: Вілльям Бангертер (Ла Шо-де-Фон) |

- Грассгоппер: Паше, Мінеллі, В. Вайлер, Раух, Шнайдер, Регамей, Адам, Секулич, Хитрець, Макс Абегглен, Фогель.
- «Янг Бойз»: Пульвер, Зігріст, Волері, Шреєр, Сміт, Фассон, Шотт, Гочштрассер, О'Нілл, Гендлі, Шікер.

## Фінал
Фінальний матч був зіграний 9 квітня 1933 на стадіоні «Гардтурм» у Цюриху.
| Команда 1         | Рахунок | Команда 2   |
| ----------------- | ------- | ----------- |
| 05.03.1933, 15:00 |         |             |
| Базель            | 4:3     | Грассгоппер |

| 9 квітня |

| «Базель»                                | 4:3        | «Грассгоппер»                                 |
| --------------------------------------- | ---------- | --------------------------------------------- |
| 29' 60' Весели 44' (пен.) Єк 68' Мюллер | (протокол) | 25' Хитрець 71' Шнайдер 84' (пен.) А.Абегглен |

| «Гардтурм», Цюрих Глядачів: 15000 Арбітр: Рудольф Віттвер (Женева) |

- Базель: Курт Імгоф, Германн Ендерлін, Карл Більзер, Еміль Гуммель (к), Властимил Борецький, Пауль Шауб, Вальтер Мюллер, Ернст Гуфшмід, Отто Гафтль, Фердинанд Весели, Альфред Єк. Тренер: Карл Курц
- «Грассгоппер»:  Шарль Паше, Северіно Мінеллі, Макс Вайлер, Віллі Баумгартнер, Пепі Шнайдер, Оскар Раух (Шарль Регамей, 44), Лоуренсе Адам, Андре Абегглен, Іван Хитрець, Макс Абегглен II (к), Макс Фогель. Тренер: Ізідор Кюршнер